# Test de O'Sullivan
El test de O'Sullivan es una prueba analítica practicada durante el embarazo, es un test de cribado invasivo para la Diabetes mellitus gestacional. El test evalúa el metabolismo de carbohidratos mediante pruebas de glucosa en sangre.

## Procedimiento
La prueba, para la que se recomienda en muchos casos un período previo en ayunas de 8 a 10 horas (aunque se puede realizar a cualquier hora del día sin estar en ayunas), consiste en un primer análisis de glucosa en sangre, tras lo cual la paciente bebe una disolución de 50 gramos de glucosa en agua. Pasada una hora, se realiza otro análisis de glucosa en sangre y se compara el resultado con el primero. Es invasivo porque altera la glucemia de la madre y del feto mientras dura la prueba. En ocasiones produce náuseas o vómitos como efecto secundario.

## Interpretación de resultado
- Un resultado igual o superior a 140 mg/dL indica una situación anormal, lo que requiere realizar una prueba de curva de glucemia.
- Un resultado igual o superior a 200 mg/dL es un indicio claro de diabetes gestacional, que será confirmado por la prueba de la curva de glucemia.

## Indicaciones
En España y otros países con alta prevalencia de diabetes, el test de O'Sullivan se realiza habitualmente a todas las embarazadas entre la semana 24 y 28 de gestación. 
En otros países se realiza solo en grupos de riesgo: 
- Gestantes con un índice de masa corporal (IMC) superior a 30.
- Mayores de 35 años, con antecedentes de hijos con un peso superior a las 4,5 kg al nacer, antecedentes familiares de diabetes de primer grado o precedencia de un país con alta prevalencia de diabetes.

Existe cierta controversia sobre el uso de la prueba, dado que la realización universal a todas las gestantes tiende a sobrediagnosticar la diabetes, mientras que un uso selectivo puede dejar casos sin diagnosticar.